# Bataille de Robotyne
Invasion de l'Ukraine par la Russie de 2022
Batailles
Offensive de Kiev (Jytomyr, Kiev) : 
- 1re Hostomel
- Tchernobyl
- Ivankiv
- Kiev
- 2e Hostomel
- Vassylkiv
- Boutcha
- Irpin
  - Bombardement de réfugiés
- Jytomyr
- Mochtchoun
- Makariv
- Brovary

Offensive du Nord (Tchernihiv, Soumy) :
- Hloukhiv
- Slavoutytch
- Bombardements
- Soumy
- Trostianets
- Tchernihiv
- Okhtyrka
- Lebedyn
- Konotop
- Romny
- Desna
- Escarmouches frontalières

Russie  (Briansk, Belgorod) :
- Incursions en Russie occidentale
  - Oblast de Briansk
  - Oblasts de Belgorod et de Koursk
    - Incursions de 2024

  - Bombardement de Belgorod
- Oblast de Koursk (août 2024)

Campagne de l'Est (Donetsk, Louhansk, Kharkiv)
Kharkiv :
- 1re Kharkiv
  - Tchouhouïv
  - Bombardements : en février
  - en mars
  - en avril
  - du bâtiment administratif
- Izioum
- 2e Kharkiv
  - Balaklia
  - 1re Koupiansk
  - Chevtchenkove
- 3e Kharkiv

Nord du Donbass:
- Starobilsk
- Sloviansk
  - Dovhenke
  - 1re Lyman
  - Sviatohirsk
  - Bohorodychne et Krasnopillia
  - Bombardements : Bilohorivka
  - Kramatorsk
- Sievierodonetsk
  - Kreminna
  - Donets
  - Roubijné
  - Popasna
  - Tochkivka
  - Massacre
- Lyssytchansk
- 2e Kharkiv
  - Balaklia
  - 1re Koupiansk
  - Chevtchenkove
  - 2e Lyman
- Oblast de Louhansk
  - Ligne Svatove-Kreminna
  - Serebryansky
  - 2e Koupiansk

 Centre du Donbass:
- Horlivka
- Popasna
- Svitlodarsk
- Bakhmout
  - Soledar
- Siversk
- Tchassiv Iar
- Toretsk

Sud du Donbass :
- Volnovakha
- Marioupol
  - Bombardements : de l'hôpital
  - du théâtre
  - de l'école d'art
- Pisky
- Vouhledar
  - Pavlivka
- Marïnka
- Contre-offensive de 2023
- Avdiïvka
- Novomykhaïlivka
- Pokrovsk
  - Krasnohorivka
  - Toretsk
- Bombardements :
- Makiïvka
- Donetsk

Campagne du Sud (Mykolaïv, Kherson, Zaporijjia)
- 1re Kherson
- Odessa
- Melitopol
- Mykolaïv
  - Bombardements : à fragmentation
  - du bâtiment administratif
- 1re Berdiansk
- Zaporijjia
- Tchornobaïvka
- Enerhodar
- Voznessensk
- Houliaïpole
- Davydiv Brid
- 2e Berdiansk
- Nova Kakhovka
- 2e Kherson
  - Doudtchany
- Dniepr
- Tchoulakivka
- Contre-offensive de 2023
  - Robotyne

Frappes aériennes dans l'Ouest et le Centre de l'Ukraine
- Lviv (02/2022)
- Vinnytsia (03/2022)
- Yavoriv (03/2022)
- Deliatyne (03/2022)
- Dnipro

Guerre navale
- Île des Serpents (02/2022)
- Moskva (04/2022)

Attaques en Crimée
- Novofedorivka (08/2022)
- Djankoï (08/2022)
- Pont de Crimée (10/2022)
- Base navale de Sébastopol (10/2022)
- Pont de Crimée (07/2023)
- Base navale de Sébastopol (09/2023)

Débordement
- Aéroport de Millerovo
- Sabotages en Russie
- Attaques en Transnistrie
- Sabotage des gazoducs Nord Stream
- Terrain d'entraînement militaire de Soloti
- Explosions en Pologne
- Bases aériennes de Dyagilevo et Engels-2
- Base aérienne de Minsk-Matchoulichtchi
- Crise russo-moldave de 2023
  - Accusations de tentative de coup d'État en Moldavie
- Incident de drone de 2023 en mer Noire
- Rébellion du groupe Wagner

Massacres
- Tchernihiv
- Boutcha
- Borodianka
- Olenivka
- Izioum

La bataille de Robotyne est une série d'affrontements militaires pour le contrôle du village de Robotyne et de ses environs durant la contre-offensive ukrainienne de 2023 lors de l'invasion de l'Ukraine par la Russie. La bataille se déroule depuis le 8 juin 2023, et se solde dans un premier temps par la capture du village par l'armée ukrainienne le 28 août 2023. Au cours des mois suivants, elle n'arrive toutefois pas à exploiter cette victoire et à percer les lignes de défenses russes en profondeur. À partir de l'hiver 2023, les forces russes contre-attaquent dans le secteur et menace à nouveau le village et les positions précédemment prises par les ukrainiens.

## Contexte
Le 8 juin 2023, les ukrainiens lancent une offensive d'ampleur sur le front sud. Elle se concentre en trois axes : à l'ouest, près du Dnipro en direction de Vassylivka, au centre depuis Orikhiv vers Tokmak et à l'est depuis Velyka Novossilka. Les Russes ont construit une vaste zone de défense composée de trois lignes, la « ligne Sourovikine ». Robotyne, petite commune de 340 habitants se trouve entre les première et deuxième lignes composées de tranchées, champs de mines et de dispositifs antichars. Robotyne en particulier est située à moins de 2,4 km de la « principale ligne défensive » de la Russie et a été décrite par les responsables et les analystes comme « le chemin le plus proche et le plus réalisable de l'Ukraine pour percer la ligne russe ». L'Ukraine déploie pour la bataille des brigades nouvellement formées et en partie équipées de matériel livré par l'Occident.

## Ordre de bataille

### Ukraine
Forces armées ukrainiennes :
- Armée de terre ukrainienne
  -  425e bataillon d'assaut « Skala »[3]
  -  33e brigade mécanisée[4],[5](juin-septembre 2023)
  -  47e brigade mécanisée[4],[6](juin-septembre 2023)
  -  65e brigade mécanisée[7]
  -  116e brigade mécanisée[8]
  -  117e brigade mécanisée
  -  118e brigade mécanisée[9]
  -  141e brigade d'infanterie (depuis mars 2024)
- Forces d'assaut aérien ukrainiennes
  -  46e brigade aéromobile (juillet-septembre 2023)[10],[11]
  -  78e régiment d'assaut aéroporté (juin-septembre 2023)
  -  82e brigade d'assaut aérien[12],[11]
- Armée des volontaires ukrainiens
  -  3e bataillon Volyn[13]

 Ministère de l'Intérieur :
- Garde nationale de l'Ukraine
  -  3e brigade Spartan
  -  14e brigade d'assaut Chervona Kalyna

### Russie
Forces armées russes :
- Forces terrestres russes
  -  2e corps d'armée de la Garde
    - 201e régiment de fusiliers motorisés[14]

  -  58e armée combinée
    -  42e division de fusiliers motorisés de la Garde
      - 70e régiment de fusiliers motorisés [5]
      - 71e régiment de fusiliers motorisés[15]
      - 291e régiment de fusiliers motorisés [5]

    - Forces territoriales :
      - 1429e régiment territorial[16]
      - 1430e régiment territorial[16]
      - 1441e régiment territorial[14]

  - BARS
    - BARS-1[16]
    - BARS-3[7]
    -  BARS-14 "Sarmat"[7]

  -  Marine russe
    -  Flotte de la mer Noire
      -  810e brigade d'infanterie navale[7]
- Forces aéroportées russes
  -  45e brigade Spetsnaz de la Garde[17]
  -  7e division d'assaut aéroporté de la Garde (depuis août 2023)
    -  56e régiment d'assaut aéroporté de la Garde[7]
    -  108e régiment d'assaut aéroporté de la Garde[7]

  - 76e division d'assaut aérien de la Garde[18] (depuis août 2023)
    - 104e régiment d'assaut aérien de la Garde
    -  234e régiment d'assaut aérien de la Garde
    -  237e régiment d'assaut aérien de la Garde
    - 1140e régiment d'artillerie de la Garde

 GRU
- Spetsnaz du GRU
  -  22e brigade Spetsnaz de la Garde[17]

## Déroulement de la bataille

### Contre-offensive ukrainienne (2023)
Le 8 juin, la 33e brigade mécanisée et la 47e brigade mécanisée, équipées de blindés occidentaux M2 Bradley, MaxxPro et de chars Leopard 2 attaquent massivement les lignes russes au sud de Mala Tokmatchka, oblast de Zaporijjia, vers 2h du matin. La première ligne est défendue par la 42e division de fusiliers motorisés de la Garde de la 58e armée (Russie) et par les 22e brigade et 45e brigade Spetsnaz. Le terrain est très largement miné. Les ukrainiens tentent d'ouvrir la voie avec des véhicules de déminage Leopard 2R pour laisser passer les chars et les blindés. Bloqués dans les champs de mines, les véhicules ukrainiens sont ciblés par l'artillerie et l'assaut est un échec. Les Ukrainiens perdent une grande quantité de véhicules : quatre Leopard, plus de dix-sept Bradley sont détruits ou abandonnés. Les images en source ouverte montrent toutefois qu'une large partie du matériel a été immobilisée et abandonnée et est donc récupérable et que la majorité des équipages ont survécu. Selon l'ISW, la Russie applique une tactique de défense à deux échelons : le premier défend les points fortifiés pour ralentir les Ukrainiens et se replie sur la ligne suivante tandis que le deuxième échelon contre-attaque pour récupérer le terrain perdu.
Les jours suivants, les ukrainiens poursuivent des attaques infructueuses mais de façon plus limitée. L'essentiel de l'offensive est mené par les 47e et 65e brigade mécanisées. A l'inverse, sur l'axe Vassylivka à 30 km à l'ouest, la 128e brigade d'assaut de montagne et le 130e bataillon de reconnaissance parviennent à libérer les villages de Lobkove et Piatykhatky (oblast de Zaporijjia), les 9 et 19 juin,. Le 19 juin, l'armée ukrainienne semble marquer une pause opérationnelle dans la contre-offensive.
Le 23 juin, l'Ukraine lance une attaque et parvient à enfoncer la première ligne de 1,5 km en direction de Robotyne. De violents combats se poursuivent le lendemain. Selon différents blogueurs militaires russes, les ukrainiens occupent plusieurs tranchées russes tandis que les 22e et 45e brigade tentent de contre-attaquer. Le rythme des assauts ralentit à la fin juin notamment en raison des conditions météorologiques.
Au cours du mois de juillet, les ukrainiens changent de tactique. Ils favorisent les assauts d'infanterie et de reconnaissance en petits groupes, de la taille d'un peloton avec peu de blindés. Les avancées sont lentes mais les ukrainiens grignotent du terrain en direction de Robotyne. Au mois de juillet, la 118e brigade mécanisée est déployée pour soulager temporairement le 47e mécanisée. Le 23 juillet, la 810e brigade d'infanterie navale et le 291e régiment de fusiliers motorisés de la 42e division repoussent un assaut ukrainien au nord-est de Robotyne. Plusieurs véhicules sont détruits. A la fin juillet, les ukrainiens opèrent un changement tactique et favorisent les attaques nocturnes afin d'échapper à la surveillance des drones. Dans la nuit du 26 au 27 juillet, à la suite d'une nouvelle attaque, les ukrainiens parviennent à progresser d'un kilomètre. Des images montrent qu'au moins un blindé a atteint les positions antichars russes. Début août, les opérations ukrainiennes se poursuivent. Le 10 août, une équipe de reconnaissance menée par une dizaine d'hommes du 425e bataillon d'assaut « Skala » et de deux sapeurs de la 47e brigade mécanisée atteignent l'entrée de Robotyne. Les hommes publient une photo du panneau du village. Ils ont progressé pendant quatre jours dans un fossé afin d'atteindre la commune ce qui surprend les Russes. Les Ukrainiens commencent alors les assauts directs sur le village. La même semaine, ils déploient la 82e brigade d'assaut aérien entièrement équipée à l'occidentale, notamment de chars Challenger 2, blindés Marder et Stryker, ainsi que la 46e brigade aéromobile. Les deux unités, jusque là en réserve, poussent en direction de Verbove (raïon de Polohy). Le 17 août, une source russe affirme que les Ukrainiens contrôlent la partie nord de Robotyne. Les images géolocalisées montrent que les Ukrainiens maintiennent leurs positions dans le village. Malgré les contre-attaques russes, leur situation se dégrade. Le 20 août, les ukrainiens brisent les défenses russes à l'est de Robotyne, contournent le village et arrivent à proximité de Novoprokopivka, au contact de la 2e ligne , dite « ligne Sourovikine ». Selon l'ISW, les avancées à l'est et dans Robotyne démontrent que les ukrainiens ont vaincu la première ligne de fortification russe. Ils s'engagent désormais sur la deuxième ligne Robotyne-Verbove où ils s'engagent dans de violents combats contre la 810e brigade d'infanterie navale. Le 22 août, la 47e brigade mécanisée publie une vidéo où ils évacuent des civils du village. La 22e brigade Spetsnaz et 45e brigade VDV, qui occupent les première et deuxième lignes, tentent de contre-attaquer mais subissent de lourdes pertes. Face à la dégradation de la situation, les Russes dépêchent en urgence la 7e division d'assaut aéroportée dans le secteur pour combler la deuxième ligne russe. Selon l'ISW, le manque de réserve et le transfert d'unité démontrent que la deuxième ligne russe est beaucoup plus faible que prévu. Le 26 août, la 76e division d'assaut aéroportée est aperçue dans le secteur. Elle a été retirée du front de Kreminna pour combler la brèche ukrainienne. Cela confirme le manque de réserve en deuxième et troisième lignes et la crainte que la brèche ne se concrétise en une percée en profondeur. Le 28 août, le vice-ministre de la Défense ukrainienne Hanna Maliar confirme la libération de Robotyne, cependant les combats se poursuivent dans la partie sud du village.

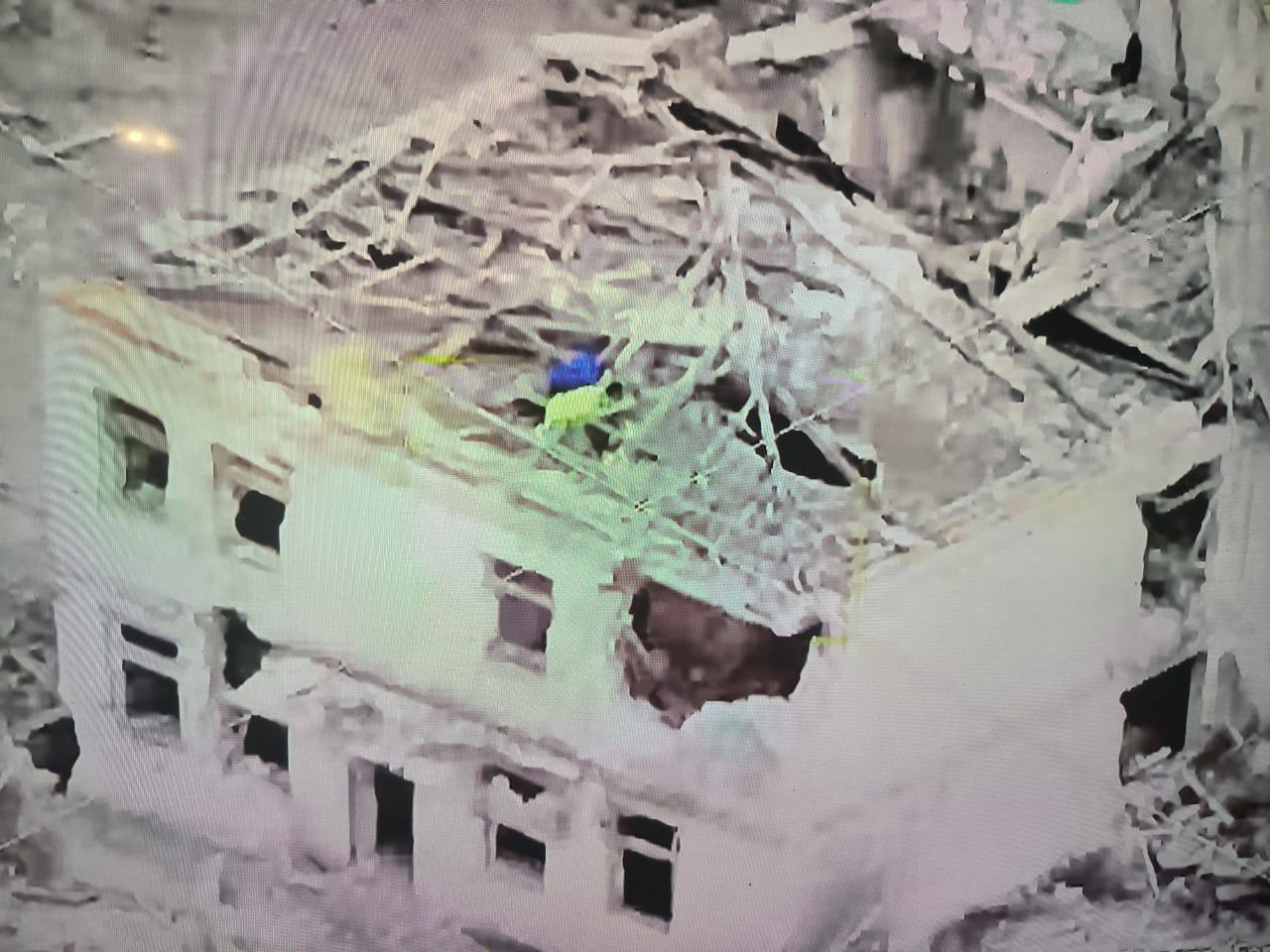
Drapeau Ukrainien hissé par la 47e brigade mécanisée « Magoura » sur l'école détruite de Robotyne le 23 août 2023.
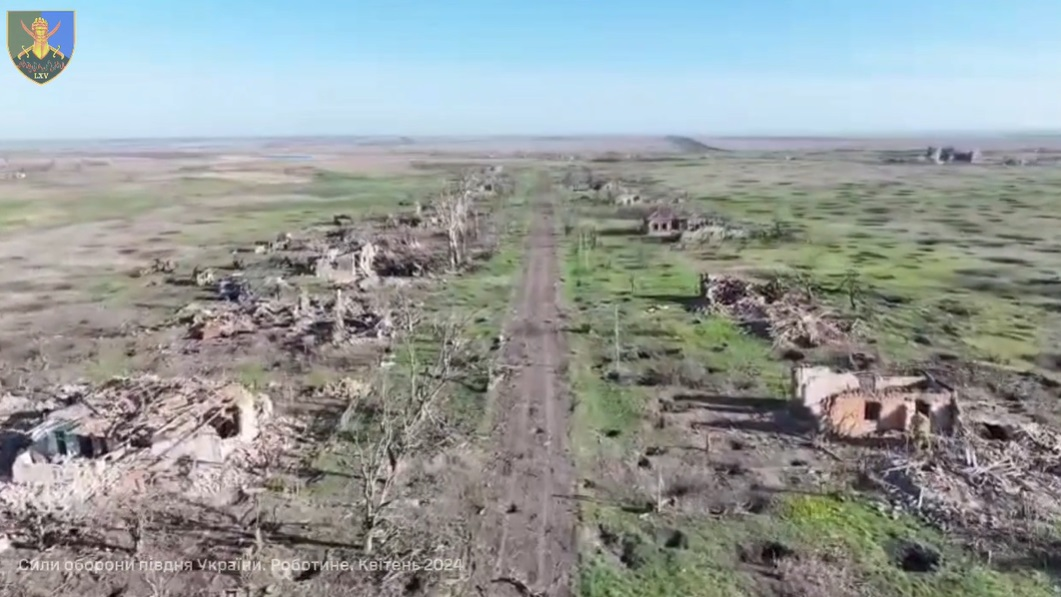
Robotyne en avril 2024 (photo prise par un drone de la 65e brigade mécanisée).

### Contre-attaque russe (2024)
En février 2024, peu après avoir conquis la ville d'Avdiïvka dans le Donbass, l’armée russe repart à l’assaut dans le secteur de Robotyne. Selon l'analyse Clément Molin, l'objectif pour la 58e armée russe est de réduire les gains de la contre-offensive ukrainienne de 2023 ; en attaquant la ville, « elle espère retrouver sa zone tampon devant Tokmak ». La veille, les 7e et 76e divisions aéroportées ont tenté plusieurs assauts aux résultats incertains.
Des images géolocalisées publiées le 19 février indiquent que les forces russes ont récemment avancé vers la périphérie ouest du village.
Selon l'ISW au 24 février 2024, les forces russes ont pénétré dans la localité, des engagements de position auraient lieu près de Verbove (raïon de Polohy) (à l'est de Robotyne) et de Mala Tokmatchka (au nord-est de Robotyne et au sud-est d'Orikhiv). Des éléments du 71e régiment de fusiliers motorisés passent à l'offensive près de Robotyne et Verbove, tandis que des éléments du 70e régiment de fusiliers motorisés opèrent dans le centre-ville.
En avril 2024, le village est signalé comme complètement détruit.
En mai 2024, l'armée russe revendique avoir repris le village de Robotyne.

## Conséquences
La prise de Robotyne, modeste village est considérée comme une étape importante dans la contre-offensive. Il se situe sur la route T0408 qui mène à Tokmak mais également au cœur du dispositif de défense russe. Sa capture permet aux ukrainiens d'engager la deuxième ligne, considérée comme plus faible et moins minée et donc plus favorable aux manœuvres blindées.
L'État-major russe tente au maximum de colmater la brèche avec les troupes aéroportées expérimentées, des VDV, afin d'éviter un effondrement local de la défense russe qui permettrait aux Ukrainiens de percer dans la profondeur. Au cours des mois de septembre et octobre, s'engagent dans de violents combats pour percer définitivement la deuxième ligne. Malgré les efforts ukrainiens, ils ne parviennent pas à exploiter la digue et les Russes sont parvenus à tenir la ligne. Début novembre, la contre-offensive est considérée comme un échec, de l'aveu même du Commandant en chef Valeri Zaloujny.